# Auburn (Indiana)
'Auburn város az USA Indiana államában. Lakosainak száma 13 412 fő (2020. április 1.).

## Népesség
A település népességének változása:

| 2010 | 12 731 |
| 2020 | 13 412 |